# 양주시
양주시(楊州市)는 대한민국 경기도의 북부에 있는 시이다. 동쪽은 포천시와 동두천시, 서쪽은 고양시와 파주시, 남쪽은 의정부시와 서울특별시 도봉구, 강북구, 북쪽은 연천군과 접한다. 명소로는 도봉산, 불곡산, 감악산, 북한산과 송추계곡, 장흥관광지가 있다.

## 역사
양주(楊州)는 본래 현재의 서울 강북 지역인 한양군(漢陽郡)을 고려 태조 때 양주로 개칭한 것에서 유래한다. 현재의 양주 지역은 삼국시대에는 백제와 고구려가 각축을 벌인 군사적 요충지로서, 당시에는 매성군(買城郡)이었다. 신라 경덕왕 때(757년)에는 내소군(來蘇郡)으로 고쳤다가 고려 태조 때에 견주(見州)로 개칭했다.
- 1395년(조선 태조 4년) : 양주로 개칭되었다.
- 1466년(조선 세조 12년) : 양주목으로 승격되었다. 이와 더불어 양주시의 모든 지역에 있는 면이 설치되었다.
- 1895년(조선 고종 32년) : 양주군으로 개편되었다.[3]
- 1922년 10월 1일 : 양주군청이 주내면 유양리에서 시둔면 의정부리로 이전하였다.
- 1962년 12월 12일 :  노해면과 구리면 서부지역이 서울시로 편입되었다.
- 1963년 1월 1일 : 의정부읍이 시로 승격·분리되었다.
- 1980년 4월 1일 : 남양주군이 신설·분리되었다.
- 1981년 7월 1일 : 동두천읍이 동두천시로 승격·분리되었다.
- 2000년 9월 25일 : 양주군청이 의정부시 의정부동에서 주내면 남방리로 이전하였다.[4]
- 2003년 10월 19일 : 양주군이 도농복합시인 양주시로 승격되었다.[5] (1읍 4면 6행정동)
- 2023년 10월 10일 : 회천4동을 옥정1동, 옥정2동으로 분동하였다. (1읍 4면 7행정동)

## 지리
양주시는 경기도의 중북부에 위치해 있으며, 동서로 20km, 남북으로 30km에 이른다. 대체로 산이 많아 평지가 적고, 서·남·북쪽 방면에 흐르는 하천변에 평지가 산재해 있다.
양주시는 한강의 지류인 중랑천과 임진강의 지류인 신천(莘川)의 발원지로, 자연경관이 수려해 한국 100대 명산에 드는 도봉산(북한산), 감악산 등이 있는 곳이다. 장흥, 일영, 송추, 기산 등 계곡과 저수지가 많아 수도권의 1일 생활관광지로 이름나 있다. 또한, 장흥아트밸리, 송암천문대, 장흥수목원 등 새로운 문화 관광지도 각광받고 있다.
양주시는 고려시대 이후 풍수지리설에 명당이라 하여 고려때 잠깐 남경(양주)으로 천도했었으며, 조선시대에는 당시 양주(양주, 동두천, 남양주, 구리, 노원 일대) 지역에 조선왕릉중에서 동구릉, 온릉, 사릉, 홍릉, 유릉, 광릉, 태릉 등 묘역을 조성했다.

## 행정 구역
양주시의 행정 구역은 1읍 4면 7행정동으로 구성되어 있다. 양주시의 면적은 310 km2이며, 인구는 2024년 12월 말 주민등록 기준으로 28만9005 명, 12만8336 가구이다. 양주시 전체 인구 중 76.5%가 동(洞)지역에 거주한다.
| 읍면    | 한자    | 면적 (km2) | 인구    | 세대   | 지도 |
| ------- | ------- | ---------- | ------- | ------ | ---- |
| 백석읍  | 白石邑  | 41.4       | 26,762  | 11,250 |      |
| 은현면  | 隱縣面  | 34.54      | 6,221   | 3,193  |      |
| 남면    | 南面    | 36.54      | 7,250   | 3,882  |      |
| 광적면  | 廣積面  | 48.49      | 12,275  | 5,941  |      |
| 장흥면  | 長興面  | 63         | 10,321  | 4,852  |      |
| 양주1동 | 楊州1洞 | 23.64      | 5,569   | 2,749  |      |
| 양주2동 | 楊州2洞 | 19.5       | 51,297  | 18,849 |      |
| 회천1동 | 檜泉1洞 | 10.54      | 9,960   | 4,625  |      |
| 회천2동 | 檜泉2洞 | 11.18      | 27,463  | 11,382 |      |
| 회천3동 | 檜泉3洞 | 3.81       | 28,362  | 10,754 |      |
| 옥정1동 | 玉井1洞 | -          | -       | -      |      |
| 옥정2동 | 玉井2洞 | -          | -       | -      |      |
| 양주시  | 楊州市  | 310        | 222,314 | 93,026 |      |

* 인구·세대는 2019년 12월 31일 주민등록 기준

## 인구
- 양주시의 연도별 인구 추이[8]

| 연도   | 총인구    |  | 비고 | 비고   |
| ------ | --------- |  | --- | ------ |
| 1949년 | 162,678명 |  | | 양주군 |
| 1955년 | 187,599명 |  | | 양주군 |
| 1960년 | 253,719명 |  | | 양주군 |
| 1966년 | 226,020명 |  | 감소 원인: 현 서울특별시 중랑구·도봉구·노원구 지역 이관 (1962년 12월 12일), 의정부시 승격·분리 (1963년 1월 1일) | 양주군 |
| 1970년 | 244,722명 |  | | 양주군 |
| 1975년 | 277,986명 |  | | 양주군 |
| 1980년 | 133,924명 |  | 감소 원인: 남양주군 분리 (1980년 4월 1일)                                                                       | 양주군 |
| 1985년 | 74,407명  |  | 감소 원인: 동두천시 승격·분리 (1981년 7월 1일)                                                                  | 양주군 |
| 1990년 | 84,672명  |  | | 양주군 |
| 1995년 | 94,507명  |  | | 양주군 |
| 2000년 | 110,299명 |  | | 양주군 |

## 교통

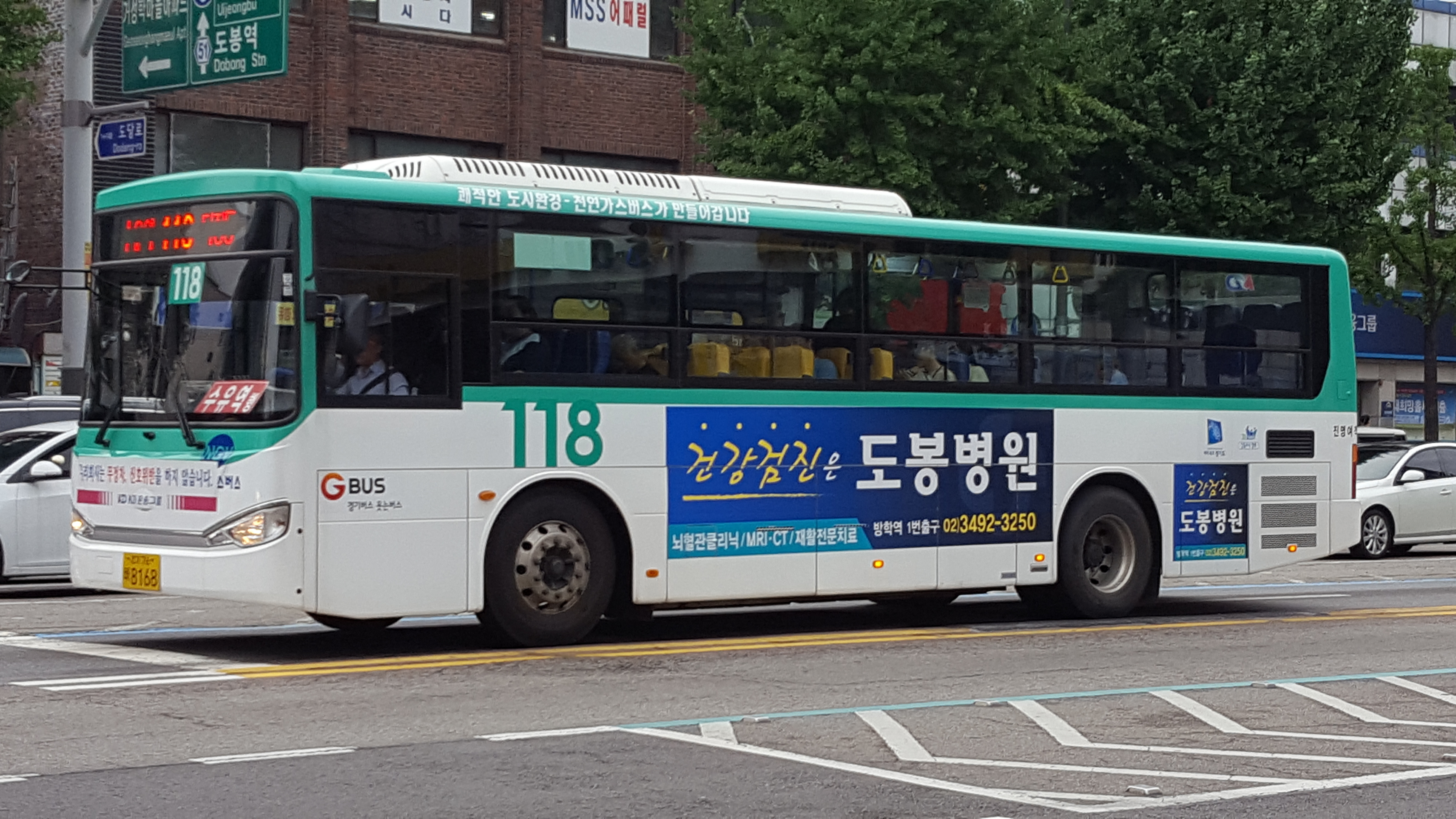
양주시에서 운행하고 있는 118번 버스로, 진명여객에서 운행한다.

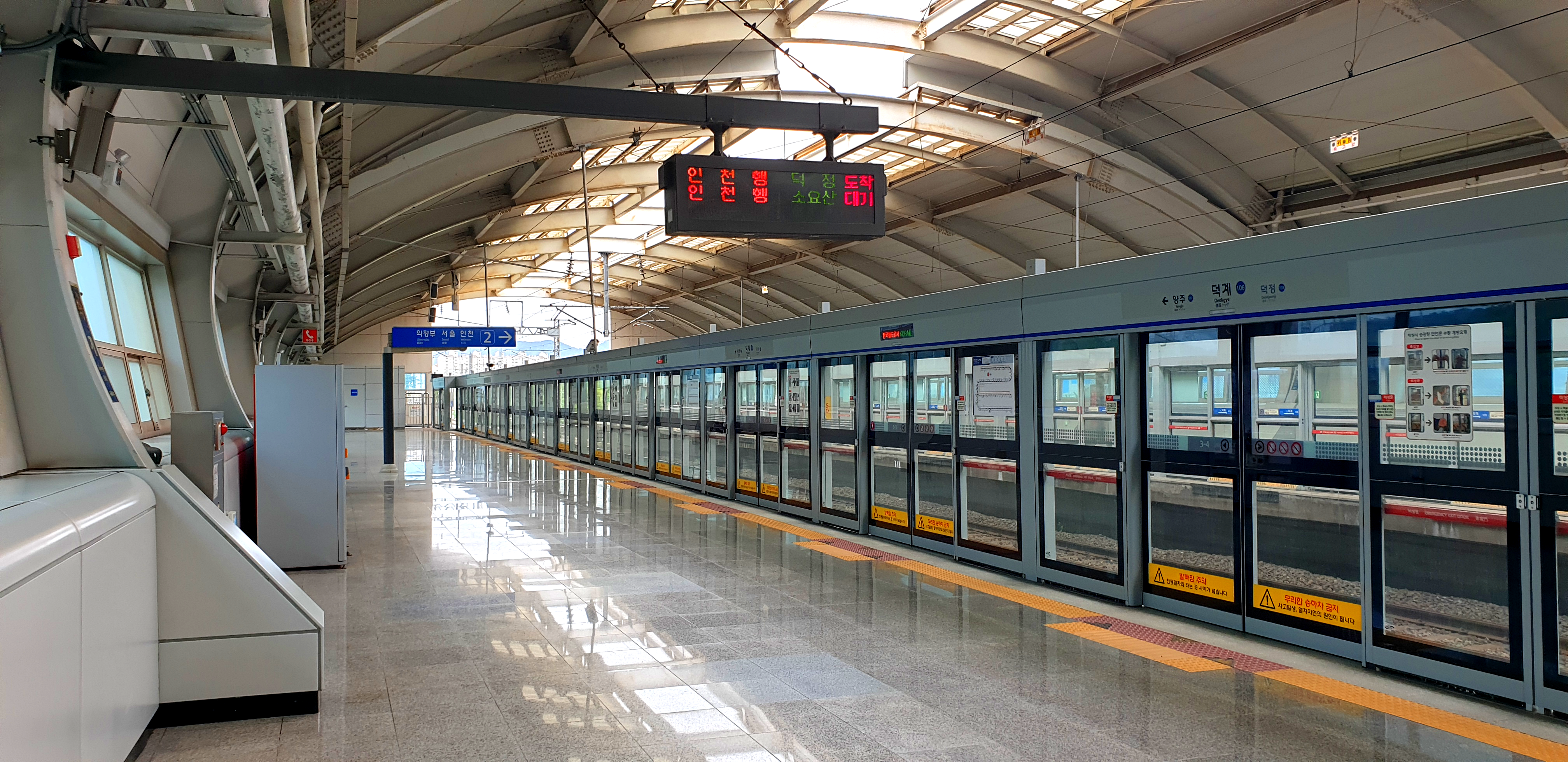
수도권 전철 1호선 덕계역 승강장

### 철도
- 한국철도공사
  - 경원선 (● 수도권 전철 1호선)
(동두천시) ← 덕정역 - 덕계역 - 양주역 → (의정부시)
  - 교외선
(고양시) ← 일영역 - 장흥역 - 송추역 → (의정부시)

### 버스
- 시내버스 : 양주시의 시내버스, 양주시의 마을버스
- 시외버스 : 양주역시외버스정류장

### 도로
고속도로
- 수도권제1순환고속도로 : 송추 나들목, 사패산터널
- 수도권제2순환고속도로 : 서양주 나들목, 북양주 나들목, 옥정 나들목, 양주 나들목

국도
- 국도 제3호선, 국도 제39호선

지방도
- 국가지원지방도 : 국가지원지방도 제39호선, 국가지원지방도 제56호선, 국가지원지방도 제78호선, 국가지원지방도 제98호선
- 지방도 : 지방도 제360호선, 지방도 제364호선, 지방도 제367호선, 지방도 제371호선, 지방도 제379호선

## 산업

### 지역내 총생산
양주시의 2012년 지역내 총생산은 10조 1,769억원으로 경기도 지역내 총생산의 1.4%를 차지하고 있다. 이중에서 농림어업(1차 산업)은 4,439억원으로 비중이 낮고 광업 및 제조업(2차 산업)은 5조 5,548억원으로 54.52%의 비중으로 차지하고 상업 및 서비스업(3차 산업)은 4조 1,840억원으로 41.11%의 비중을 차지한다. 3차 산업 부문에서는 도소매업(6.09%)과 건설업(5.99%), 출판,영상,방송통신 및 정보서비스업(4.11%)과 운수업(3.14%)이 큰 비중을 차지하고 있다.

### 상주인구와 주간인구
양주시의 2010년 기준 상주인구는 181,628명이고 주간인구는 174,590명으로 주간인구지수가 96로 낮다. 통근으로 인한 유입인구는 25,801명, 유출인구는 28,483명이고, 통학으로 인한 유입인구는 2,465명, 유출인구는 6,821명으로 전체적으로 유출인구가 7,038명 더 많은데, 이는 교통이 불편하고 산업시설 부족으로 인해 타 도시로 일자리를 찾아나감으로인하여 수도권 외곽지역에서 공통적으로 나타나는 현상이다.

### 산업 총종사자와 비율
2014년 양주시 산업의 총종사자 수는 77,392명으로 경기도 총종사자 수의 1.7%를 차지하고 있다. 이중 농림어업(1차산업)은 19명으로 비중이 낮고 광업 및 제조업(2차산업)은 34,094명으로 44.1%의 비중으로 차지하고 상업 및 서비스업(3차산업)은 43,279명으로 55.9%의 비중을 차지한다. 2차산업은 경기도 전체의 비중(27.1%)보다 높고 3차산업은 경기도 전체 비중(72.9%)보다 낮다. 3차산업 부문에서는 도소매업(13.5%), 숙박 및 음식점업(8.5%), 교육 서비스업(6.0%), 문화 서비스업(5.8%)이 큰 비중을 차지하고 있다.
- 섬유산업
- 디스플레이 관련 산업

## 시청

### 시청조직
시장
부시장
의회사무과
미디어담당관
감사담당관
기획행정실
- 자치행정과
- 기획예산과
- 회계과
- 세정과
- 징수과
- 민원봉사과

복지문화국
- 사회복지과
- 복지지원과
- 여성보육과
- 문화관광과
- 체육청소년과

일자리환경국
- 일자리정책과
- 기업경제과
- 환경관리과
- 청소행정과

교통안전국
- 대중교통과
- 차량관리과
- 안전건설과
- 도로과
- 산림휴양과

도시주택국
- 도시계획과
- 주택과
- 토지관리과
- 허가과

도시성장전략국
- 혁신전략과
- 도시발전과

### 직속기관
보건소
- 보건행정과
- 보건사업과

농업기술센터
- 농업정책과
- 농촌관광과
- 기술지윈과
- 축산과

### 사업소
도시환경사업소
- 수도과
- 하수과
- 공원사업과

평생교육진흥원

## 관광
- 온릉

온릉은 조선 중종의 원비인 단경왕후 신씨의 능이다. 사적 제210호로 지정된 문화재로 양주시 장흥면 일영리 산 19번지에 위치하고 있다.
- 양주관아지

양주관아지는 양주시 부흥로에 위치하고 경기도기념물로 지정된 옛 관청이다. 원래 건물은 없었으나 5차례 발굴조사를 통해 2018년 4월24일에 복원공사가 완료되어 관광객을 맞이하고있다.
- 감악산

감악산은 양주시와 경기도 파주시, 연천군 사이에 있는 높이 675m의 산이다. 예부터 바위 사이로 검은빛과 푸른빛이 동시에 쏟아져 나온다 하여 감악(紺岳), 즉 감색 바위산이라 불렀다.
- 북한산국립공원

1,300여 종의 동·식물이 서식하고 있고, 북한산성과 북한산신라진흥왕순수비유지를 비롯한 많은 문화유적이 있어 1983년 4월 2일에 15번째로 국립공원에 지정되었다. 면적은 약 79.916km2이다. 우이령을 중심으로 남쪽의 북한산 지역과 북쪽의 도봉산 지역으로 구분된다. 행정구역상으로는 공원의 남동쪽은 서울특별시 도봉·성북·종로·은평구 등 4개 구에, 북서쪽은 경기도 고양·양주·의정부시에 속한다. 연평균 탐방객이 500만명에 이르러 '단위면적당 가장 많은 탐방객이 찾는 국립공원'으로 기네스북에 기록되어 있다.
- 회암사지박물관
- 필룩스 조명박물관
- 장흥관광지
- 그린아일랜드
- 청암민속박물관
- 양주시립장욱진미술관
- 군사시설 : 국군 25사단 및 26사단의 신병교육대와 국군양주병원이 있다.
- 자전거도로 : 중랑천과 양주 신천 및 두하천을 연결하는 자전거도로가 조성되어 서울에서 전곡까지 이동할 수 있다.
- [[두리랜드|두리랜드(영어판)]]

## 스포츠

### 야구
| 리그명             | 구단명        | 창단연도 | 홈경기장 |
| ------------------ | ------------- | -------- | -------- |
| 경기도 챌린지 리그 | 양주 레볼루션 | 2017년   |          |

## 교육
- 대학교
  - 서정대학교
  - 경동대학교
  - 예원예술대학교 경기드림캠퍼스
- 고등학교
  - 덕정고등학교
  - 한국외식과학고등학교
  - 덕현고등학교
  - 백석고등학교
  - 덕계고등학교
  - 양주고등학교
  - 옥정고등학교
- 중학교
  - 조양중학교
  - 삼숭중학교
  - 고암중학교
  - 덕현중학교
  - 덕정중학교
  - 덕계중학교
  - 남문중학교
  - 회천중학교
  - 양주백석중학교
  - 옥정중학교
- 초등학교
  - 연곡초등학교
  - 남면초등학교
  - 양덕분교
  - 신지초등학교
  - 은봉초등학교
  - 회정초등학교
  - 회천초등학교
  - 광숭초등학교
  - 주원초등학교
  - 고암초등학교
  - 백석초등학교
  - 양주덕현초등학교
  - 가납초등학교
  - 삼숭초등학교
  - 만송초등학교
  - 광사초등학교
  - 봉암초등학교
  - 도둔초등학교
  - 덕정초등학교
  - 송추초등학교
  - 율정초등학교
  - 삼상초등학교
  - 유양초등학교
  - 효촌초등학교
  - 덕계초등학교
  - 덕산초등학교
  - 산북초등학교
  - 칠봉초등학교
  - 상패초등학교
  - 상수초등학교
  - 은현초등학교
  - 덕도초등학교
  - 율빛초등학교
  - 옥빛초등학교

## 수상
- 2009년 도시대상 국토해양부장관상
- 2014년 지방규제개혁 추진실적 평가 대통령상
- 2015년 지방규제개혁 추진실적 평가 대통령상

## 자매 도시
| 지역 & 국가 | 도시           | 도시           |
| ----------- | -------------- | -------------- |
| 대한민국    | 서울특별시     | 은평구         |
| 미국        | 버지니아주     | 헨라이코군     |
| 일본        | 시즈오카현     | 후지에다시     |
| 중국        | 산둥성(山东省) | 둥잉시(东营市) |

## 같이 보기
- 대한민국의 설치순 도시 목록
- 미군 장갑차에 의한 중학생 압사 사건
- 양주시민축구단